# Aloe bosseri
Aloe bosseri (Алое Боссе)  — сукулентна рослина роду алое.

## Етимологія
Видова назва дана на честь Жана Боссе (фр. Jean-M. Bosser (1922—2013), французького ботаніка і агронома, директора Управління науково-технічних досліджень за кордоном (фр. Office de la recherche scientifique et technique outre-mer — ORSTOM), зараз — Науково-дослідний інститут розвитку (фр. Institut de recherche pour le développement — IRD) в Антананаріву, Мадагаскар.

## Історія
Знайдений Жаном-Бернаром Кастійоном 15 серпня 1997 року на вапняковій скелі в ущелині річки Манамбулу (провінція Махадзанга). Описаний ним же у 2000 році в журналі «Adansonia».

## Морфологічна характеристика
Одиночна рослина з дуже коротким стеблом. Листків — 10-15 штук, 30-70 см завдовжки, 4 см завширшки. Листя від синьо-зеленого до зеленого, шипи відсутні або дуже маленькі, лише 0,1 мм завдовжки. Квітконос 70-80 см заввишки, прямий, простий або з 2-6 гілками. Китиці циліндричні до 10 см завдовжки, квіти червоні.

## Поширення
Aloe bosseri — ендемічна рослина Мадагаскару. Ареал розташований в області Мелакі, провінція Махадзанга. Зустрічається в заповіднику Цінжі-де-Бемараха.

## Місця зростання
У природі росте на вапняних скелях на висоті до 1000 м над рівнем моря. Відомо 2-5 місць зростання.

## Охоронні заходи
Популяціям Aloe bosseri загрожують пожежі і деградація місць зростання.
Вид включений до додатку II конвенції про міжнародну торгівлю видами дикої фауни і флори, що перебувають під загрозою зникнення (CITES).

## Вирощування в культурі
Легка в культурі рослина.